# 上游橋
上游橋（法語：Pont amont，發音：[pɔ̃ amɔ̃]）是位於法國巴黎的一座橋樑，也是巴黎市區塞納河上的橋樑中最上游的一座橋樑。開通於1969年。上游橋長270米，是巴黎第二長的橋樑。上游橋並沒有正式的名稱，上游橋這個名字只是一個約定俗成的名稱。

## 外部連結
- （法文） Bridges of Paris
- （法文） Structurae（页面存档备份，存于）
- （法文） Project "Bridges of Paris"